# Most Na Špici
Lávka Na Špici přes řeku Chrudimku v Pardubicích spojuje park Na Špici, umístěný v místě soutoku Labe a Chrudimky, a Tyršovy sady. Lávka  je dřevěná a je určena výhradně pro pěší, cyklisté však mohou kolo převést, pro vozíčkáře podle provozního řádu lávka není konstruována, takže je jim doporučeno mít s sebou asistenci. Stavba lávky byla zahájena v listopadu 2014 a stála 10 mil. Kč. Otevřena byla 1. prosince 2014. Most je z modřínových lepených nosníků uvnitř s ocelovou výztuží.
Sklon mostu přesahuje zákonné limity,[zdroj⁠?!] takže ho není vůbec snadné pro kombinaci strmosti a lehké námrazy v zimě přejít. Mimo toto období je nesjízdný pro vozíčkáře a neschůdný pro starší občany. Deklarovaným důvodem pro vybudování lávky s takovým sklonem byla podmínka Povodí Labe, aby pod ní mohl projet sací bagr na bahnité dno. Je vybaven provozním řádem. Součástí instalace mostu je i nová cesta pro pěší a cyklisty ke zdymadlu. Opačná cesta na jih byla sice opravena, ale po několika desítkách metrů končí v soukromé zahradě.

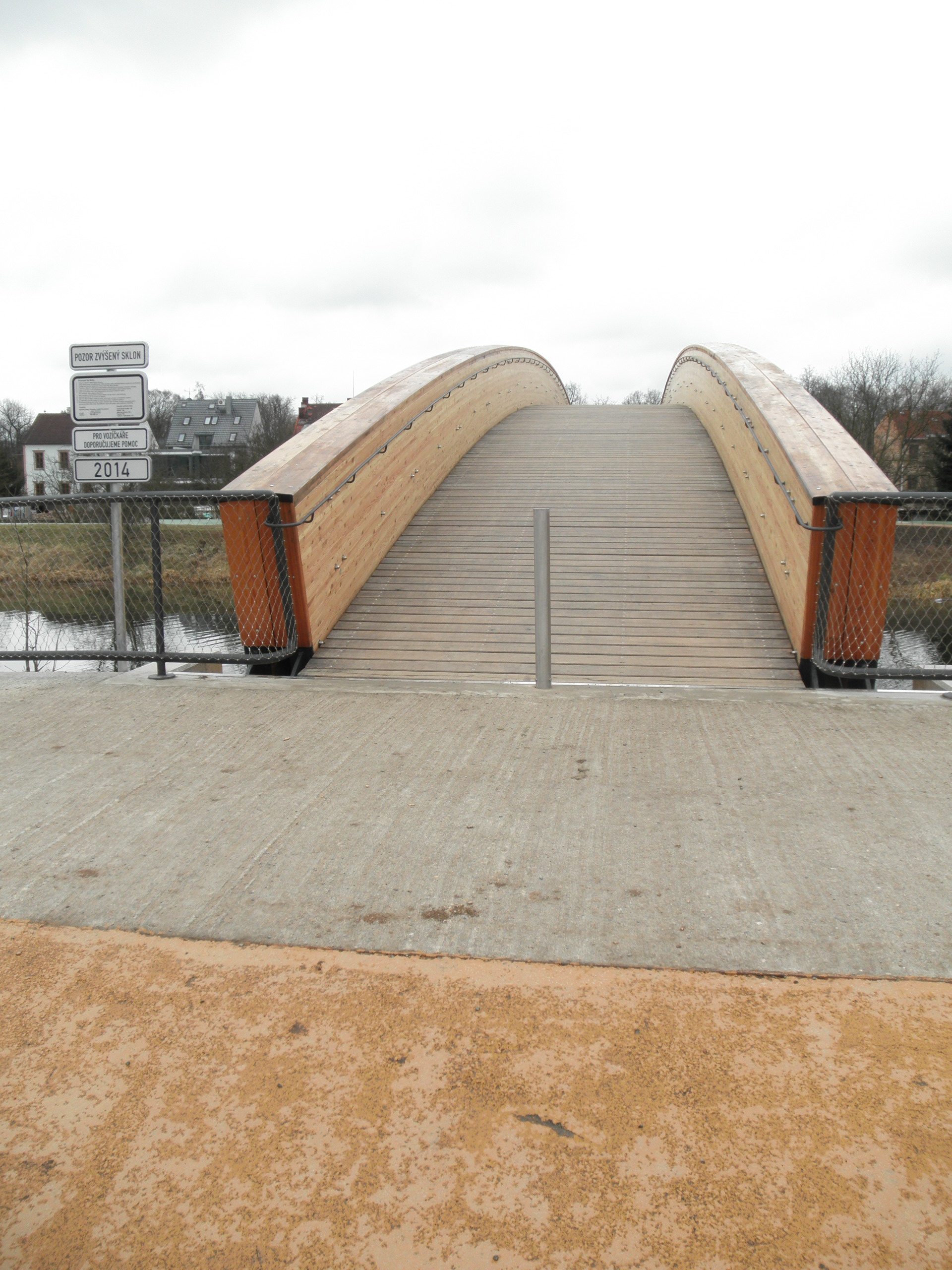
Most Na Špici
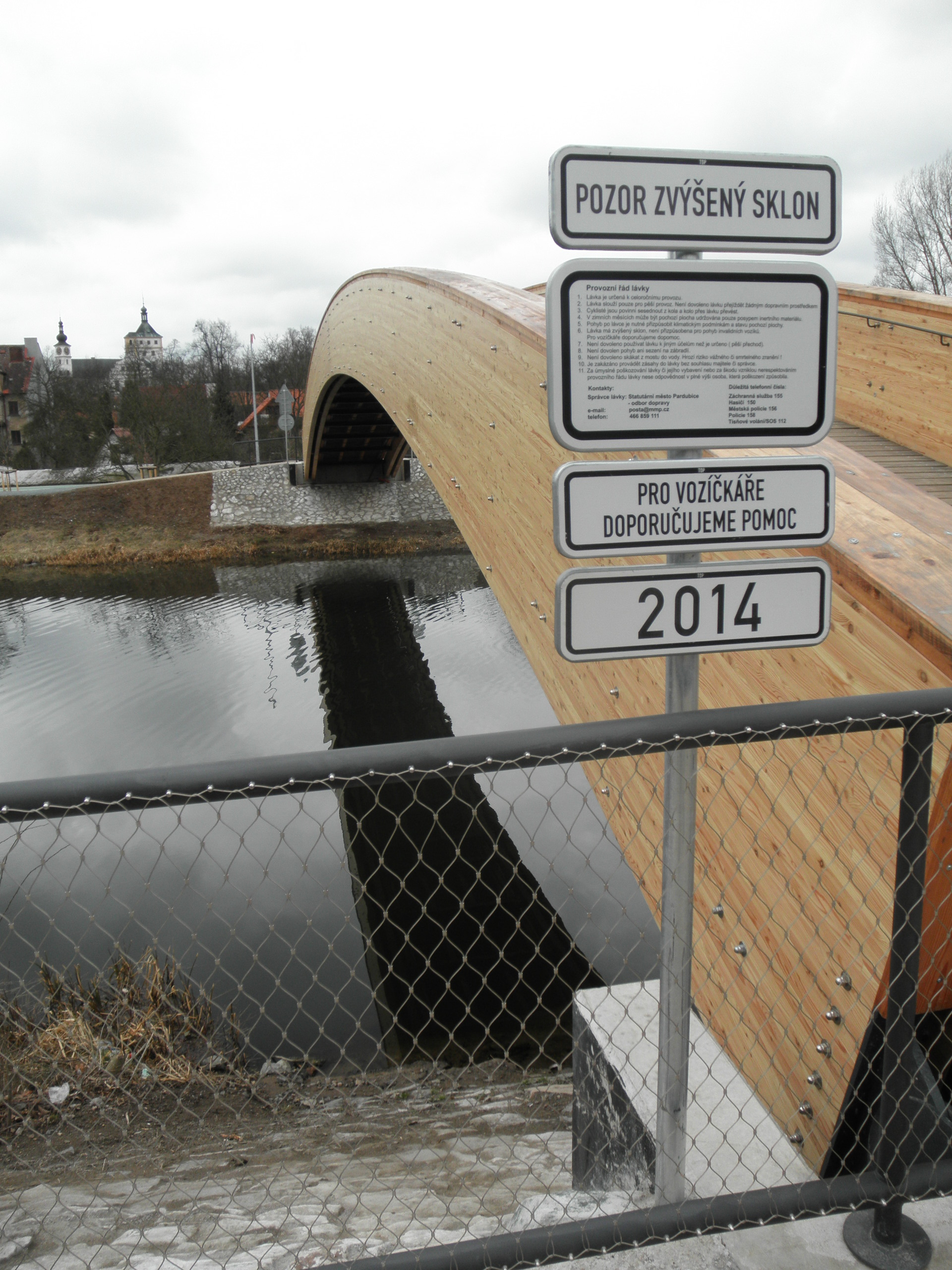
Most Na Špici